# Німецька колонія (Хайфа)
32°49′11″ пн. ш. 34°59′26″ сх. д. / 32.81966667° пн. ш. 34.99055278° сх. д.
Німецька колонія (івр. המושבה הגרמנית) — Це район на заході нижнього міста у Хайфі, збудований німецькими християнами-Темплерами .
Темплери, - протестантська секта, що сформувалася в південній Німеччині в 19 столітті, - влаштувалися в Палестині за наполяганням свого лідера Крістофа Хоффмана, керуючись вірою в необхідність відновлення Палестини християнськими силами і в те, що проживання в Святій Землі прискорить друге пришестя Христа. Це була перша з декількох колоній, заснованих цією групою в Святій Землі. Решта були організовані в Сароні біля Яффа, Галілея і Єрусалимі.
Район разюче відрізняється від оточуючих: будівлі забезпечені товстими кам'яними стінами, високими черепичними дахами з крутими схилами, глибокими підвалами для зберігання продуктів. В умовах Ізраїлю все це здається дикістю: тут немає снігу, щоб знадобилися круті схили даху, влітку набагато приємніше спати на продувається пласкому даху, і збирати дощову воду на плоскому даху куди зручніше. Однак насправді темплери будували свої будинки, ґрунтуючись на результатах багатогранних досліджень, що зачіпають грунт, клімат і джерела води. Спочатку, наприклад, вони будували будинки з пласкими дахами, проте потім зрозуміли, що дощову воду простіше накопичувати тоді, коли вона збирається з усією даху в дренажну систему будинку, приєднаного до басейну. Черепичні дахи були спеціально спроектовані і побудовані так, щоб їх продував вітер. Завдяки цьому, в спальних приміщеннях, які зазвичай розташовувалися на третьому поверсі (часто суміщеному з горищем), завжди панувала прохолода.

## Галерея
|                            |
| Торговий центр «City Mall» |

|                                                |
| Вид з садів багаї на вершину Німецькій колонії |

|                                                |
| Німецька колонія та порт вночі, фото з Кармеля |

|                          |
| Німецька колонія ввечері |